# 雄南礁
雄南礁位于南沙群岛东北部，是礼乐滩北部一座珊瑚礁，及南沙群島最北的暗礁。1935年中华民国水陆地图审查委员会公布的名称为“报告礁”，1983年中国地名委员会公布的标准名称为“雄南礁”。西方文献一般称作“Marie Louise Bank”。